# Боряна Граматикова
Боряна Граматикова е българска телевизионна водеща и илюзионистка.

## Биография
Израства в Карнобат. Завършва Американския университет в България.
Първоначално участва в рубриката „Дневниците на Червенокосата“ в предаването на Мира Добрева „Отблизо“ по Българската национална телевизия. През септември 2019 г. заменя Добрева като основна водеща на предаването в тандем с Деян Спасов. През март 2020 г. „Отблизо“ пада от програмата на БНТ. През май е върнато на екран с единствен водещ Граматикова.
През септември 2021 г. Граматикова излиза в майчинство, а Мира Добрева продължава популярните за предаването срещи със столетници.